# Río Bragoto
El Bragoto es un río tributario del Chari, que a su vez desemboca en el lago Chad, en África Central. Su curso se encuentra enteramente dentro del territorio de Chad.